# Xingyiquan
Xingyiquan (形意拳) är en kinesisk kampkonst. Det är en av de "inre" kampkonsterna, det vill säga använder qi, som i bland annat taijiquan, i motsats till endast externa kampkonster som exempelvis modern karate (äldre karate övergick från tōde - chinese hand till karate - öppen hand, och kata förlorade en del av sitt ursprung). Xing betyder form och Yi betyder intention eller sinne.

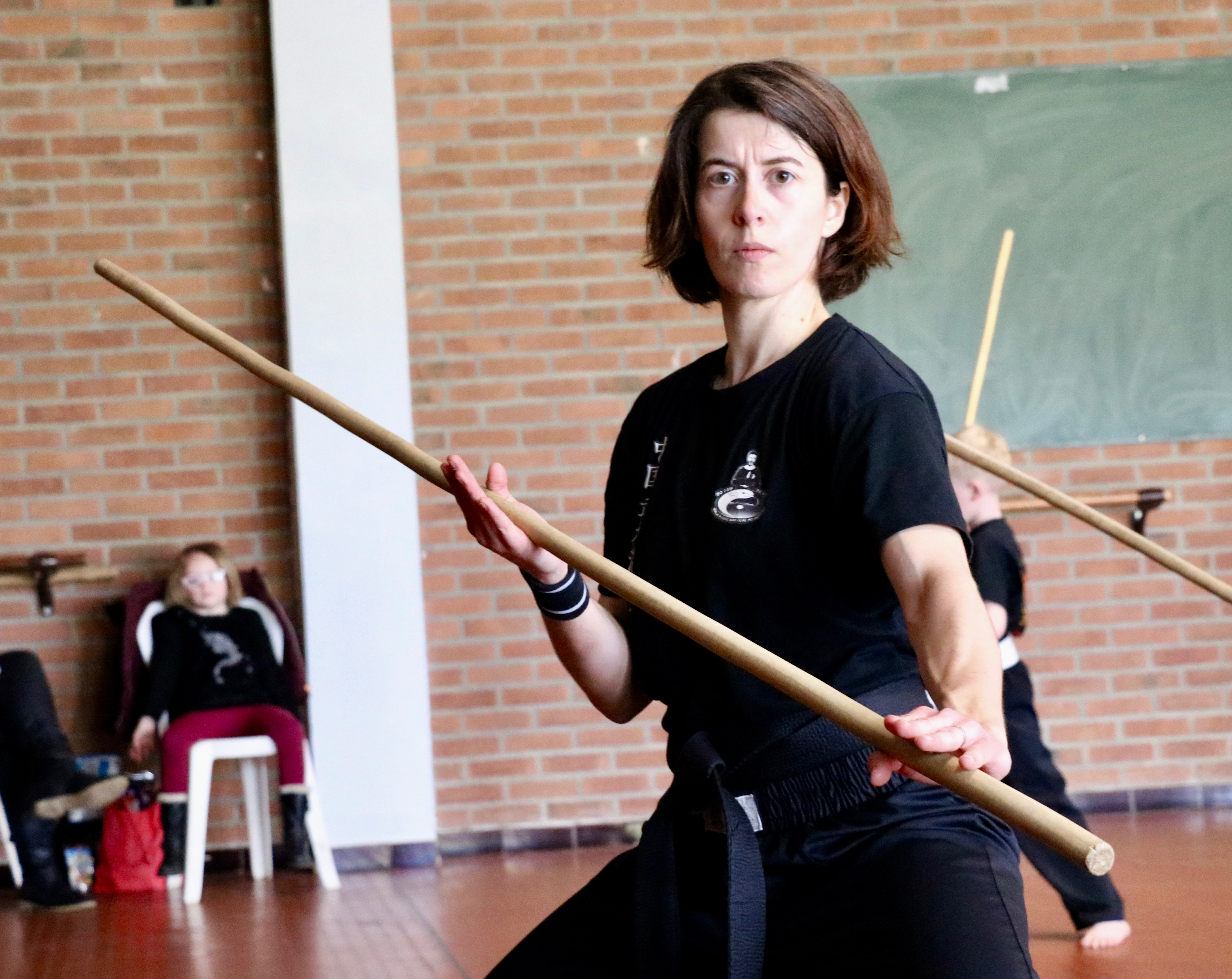
En käpp eller gun som är vanligt förekommande inom Xingyiquan.

Xingyiquan har ett gemensamt ursprung med Xin Yi Liu He Quan (ibland referad till som Henan Xing yi) och Shaolin Xin Yi Ba. Tekniskt sett består Xingyiquan av ståövningar (främst trekroppsställning - 三体式), fem elements slag och tolv djurformer (10 i Dai familjens Xingyi) samt kombinationer och tvåmansövningar på dessa. Vapen är främst spjut, sabel (dao) och tvåeggat svärd (jian) men lång käpp, kort käpp (gun), länkad käpp (nunchaku), kniv, hornskäror med mera förekommer också. Rörelserna i Xingyi är explosiva och "krispiga" och cirklarna så små att man som oinvigd lätt kan få uppfattningen att den är linjär.

## De fem elementen
- Piquan - Huggslag vilket motsvarar elementet metall
- Bengquan - Stötslag vilket motsvarar elementet trä
- Zuanquan - Borrslag vilket motsvarar elementet vatten
- Paoquan - Kanonslag vilket motsvarar elemenetet eld
- Hengquan - Korsslag vilket motsvarar elementet jord

Vanligt förekommande kombinationsformer av dessa 5 element är länkad form (lian huan quan) och skapande och förstörande form (sheng ke quan) men Sanshou pao, Wuxing Pao och Wuhua Pao finns i många stilar.

## De 12 djurformerna
1. Drake
2. Tiger
3. Apa
4. Häst
5. Vattenödla (Tuo)
6. Tupp
7. Hök
8. Svala
9. Orm
10. Struts (Tai-fågel)
11. Örn
12. Björn

Vanligt förekommande kombinationsformer av dessa 12 djur och fem element är åtta former (Ba Shi Chui), blandad form (Za Shi Chui) och An Shen Pao (även kallad Ai Shen Pao) men tolv röda hammare (Shi Er Hong Chui) och åtta teckens övning (Ba Zi Gong) finns i många stilar.

## Principer
Kärnan i Xing Yi är att utveckla helkroppskraft. Helkroppskraft beskrivs ofta som resultatet av formande av de sex harmonierna eller föreningarna (liu he) d.v.s. hand och fot, armbåge och knä, axel och höft, hjärta och intention, intention och qi, qi och kraft.
Lyfta, borra, sänka, vända (qi zuan luo fan): Denna princip talar om hur lyfta och borra samt sänka och vända hänger ihop. Huggslag (piquan) innehåller tydligt dessa fyra.
Attack och försvar sker samtidigt: Så långt det är möjligt undviker man att dela upp en rörelse i två (blockera, kontra) utan strävar efter att dessa sker samtidigt. Ett tydligt exempel på detta är kanonslag (Paoquan).
Armbågen lämnar inte revbenen, handen lämnar inte hjärtat.
Främre foten rör sig först när man rör sig framåt, bakre foten rör sig först när man rör sig bakåt. När man kliver fram följer bakre foten, när man kliver bak följer främre foten.

## Historia
Den första historiska person man vet tränade Xingyi var Ji Longfeng från Shanxiprovinsen. Med hjälp av Ji Longfengs efterträdare hittade Xingyi till Dai Familjen och en elev till Dai familjen, Li Luoneng gjorde oerhört mycket för att popularisera stilen och undervisade öppet.
Släktskapet med Taiji syns bland annat på det sättet att en av teorimanualerna i Chen Jia Gou som bland annat Chen Xin stödde sig på d.v.s. San San Quan Pu är en gammal Xin Yi klassiker.